# نادي الليسيوم النسائي
كان نادي الليسيوم النسائي (بالإسبانية: Lyceum Club Femenino)‏ جمعية نسائية إسبانية نشأت في مدريد بين عامي 1926 و1939. كانت كاتبة جيل التسعينات والمعلمة الإسبانية والنسوية ماريا دي مايثتو من أبرز الشخصيات والمُؤسسة ورئيسة هذه الجمعية. كان مقرها الأول في بيت المداخن السبعة في مدريد.